# Puccinia psidii
Puccinia psidii là một loài Urediniomycetes trong họ Pucciniaceae. Loài này được Winter miêu tả khoa học đầu tiên năm.
Đây là loài gây hại của các cây trong chi Eucalyptus, phát triển phổ biến ở Brazil.